# Mesophyll
Mesophyll ist die Gesamtheit des zwischen der oberen und unteren Oberhaut (Epidermis) liegenden Grundgewebes der pflanzlichen Blätter, mit Ausnahme der Leitbündel. 
Das Mesophyll setzt sich beim bifazialen (dorsiventralen) Blatt aus dem oberseits liegenden Palisadenparenchym und dem darunterliegenden Schwammparenchym zusammen.
Bei äquifazialen Blättern ist auch auf der Unterseite ein Palisadenparenchym entwickelt.
Zum Gewebsaufbau der C4-Pflanzen siehe unter dort.